# Selección de fútbol de Castilla y León
La selección de fútbol de Castilla y León es una selección de fútbol que representa a la comunidad autónoma de Castilla y León (España) bajo la organización de la Real Federación de Castilla y León de Fútbol, siendo integrada por jugadores de dicha comunidad. La federación castellano y leonesa no es miembro ni de la FIFA ni de la UEFA, por lo que la selección no está reconocida y no puede disputar partidos ni competiciones oficiales organizada por estas entidades. Sin embargo ha disputado partidos amistosos a lo largo de su historia.

## Historia
El 2 de abril de 1923  se funda la Federación de Castilla y León de Fútbol, pero no será hasta el 19 de mayo de 1998, con motivo del 75.º aniversario de su nacimiento cuando se pone en marcha la selección autonómica absoluta.
En aquel partido disputado en Soria, en el viejo estadio de Los Pajaritos, se eligió como rival a la autonomía vecina de Aragón, que el año anterior también había celebrado su 75.º aniversario. El seleccionador fue el burgalés Chus Pereda, ayudado por el palentino Fernando Redondo.
Aquel partido acabó en empate a uno. Se adelantaron en la primera parte los jugadores aragoneses gracias a un gol de García Sanjuán, teniendo el honor el jugador de la Cultural y Deportiva Leonesa Gusi de empatar el partido en la segunda parte, y por tanto, materializar el primer gol de la selección castellano y leonesa, gracias a una asistencia tras una bonita jugada individual del berciano Tomás Hervás, exjugador entre otros equipos del Sporting de Gijón y del Celta de Vigo.
Actuó como capitán Eusebio. La selección de Castilla y León sufrió las bajas, por diferentes motivos, de jugadores como Sito, Falagán, Julio Llorente, Felipe Miñambres, Luis Sierra o Benjamín debido a su participación con la selección española Sub-21.

Cuatro años más tarde, el 1 de junio de 2002, se disputa el segundo y hasta ahora último partido de la selección absoluta. Disputado en el estadio zaragozano de La Romareda. Allí de nuevo se vuelve a enfrentar contra Aragón y el marcador acaba con un abultado 3-0 a favor de los locales. La historia del partido acabó en la primera parte, donde ya se llegó con este resultado.

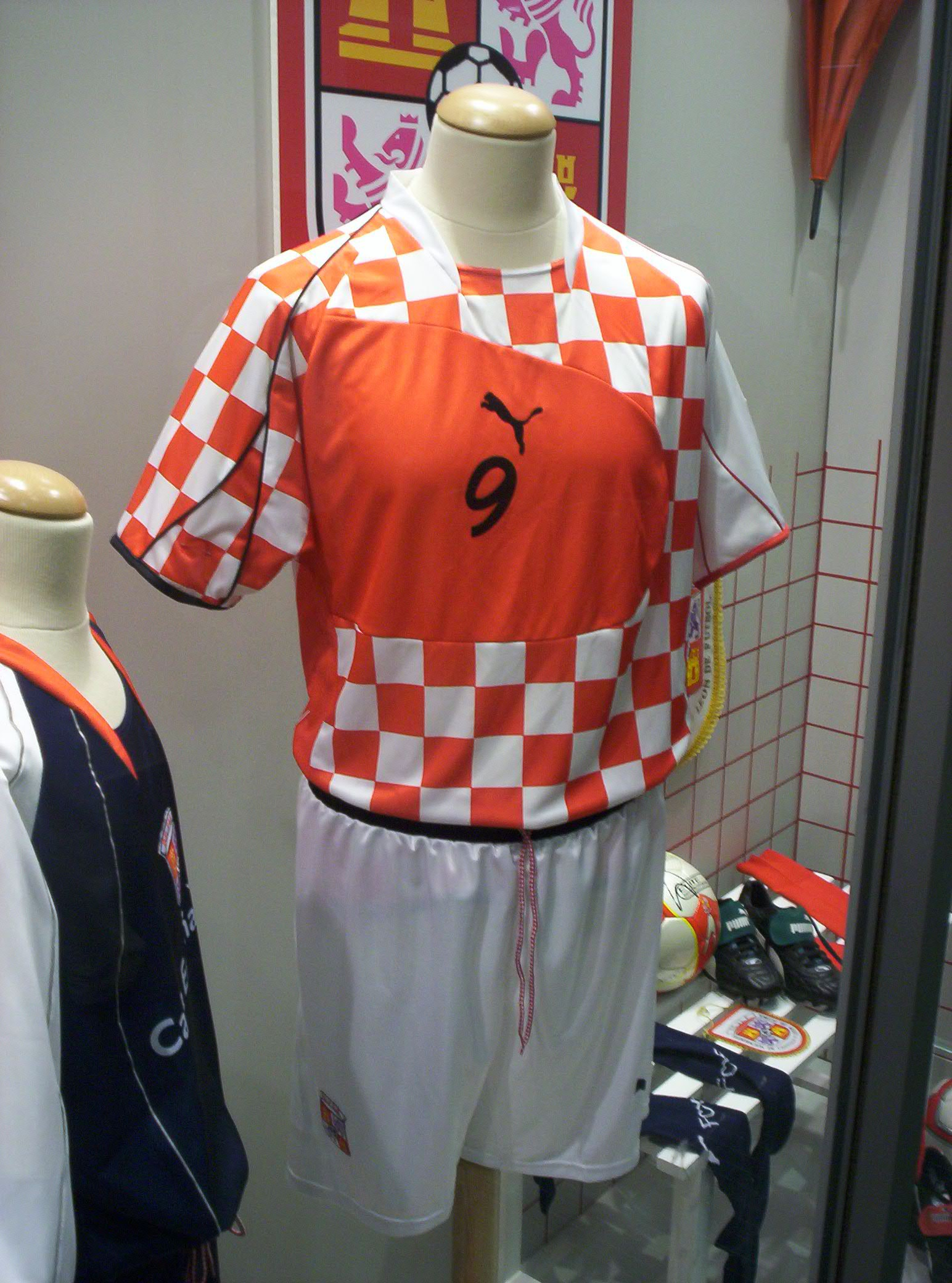
Uniforme Selección de Castilla y León

Entrenó a los castellanos y leoneses el leonés Juan Carlos Rodríguez, campeón de Europa con el F.C. Barcelona, ayudado por el palentino Alfredo Merino.
Aquel partido, sirvió como despedida al mejor jugador castellano y leonés de la historia, Eusebio Sacristán, que tuvo la mala suerte de fallar un penalti durante el partido (paró Lainez), con 1-0 en el marcador. El mismo Eusebio actuó una vez más como capitán del combinado castellano y leonés, que tuvo una importante baja, la del vallisoletano Rubén Baraja, seleccionado por José Antonio Camacho para la Selección española que disputaría el Mundial 2002.
A finales de 2007 se planteó la posibilidad de que la selección de Castilla y León disputase un nuevo partido en navidades, pero aquella idea se desechó debido a la no disponibilidad de muchos de los jugadores y a la gran cantidad de dinero a desembolsar para la realización del partido. No obstante, se mantiene en marcha el proyecto para que próximamente la selección autonómica castellano y leonesa dispute su tercer partido.
En una entrevista concedida a la Cadena COPE en marzo de 2012, el presidente de la RFCYLF Marcelino Maté comentaba que "la Selección absoluta tiene el sentido que tiene" y que se debe reservar su actuación de cara a ocasiones importantes o especiales.

### Evolución histórica de las camisetas

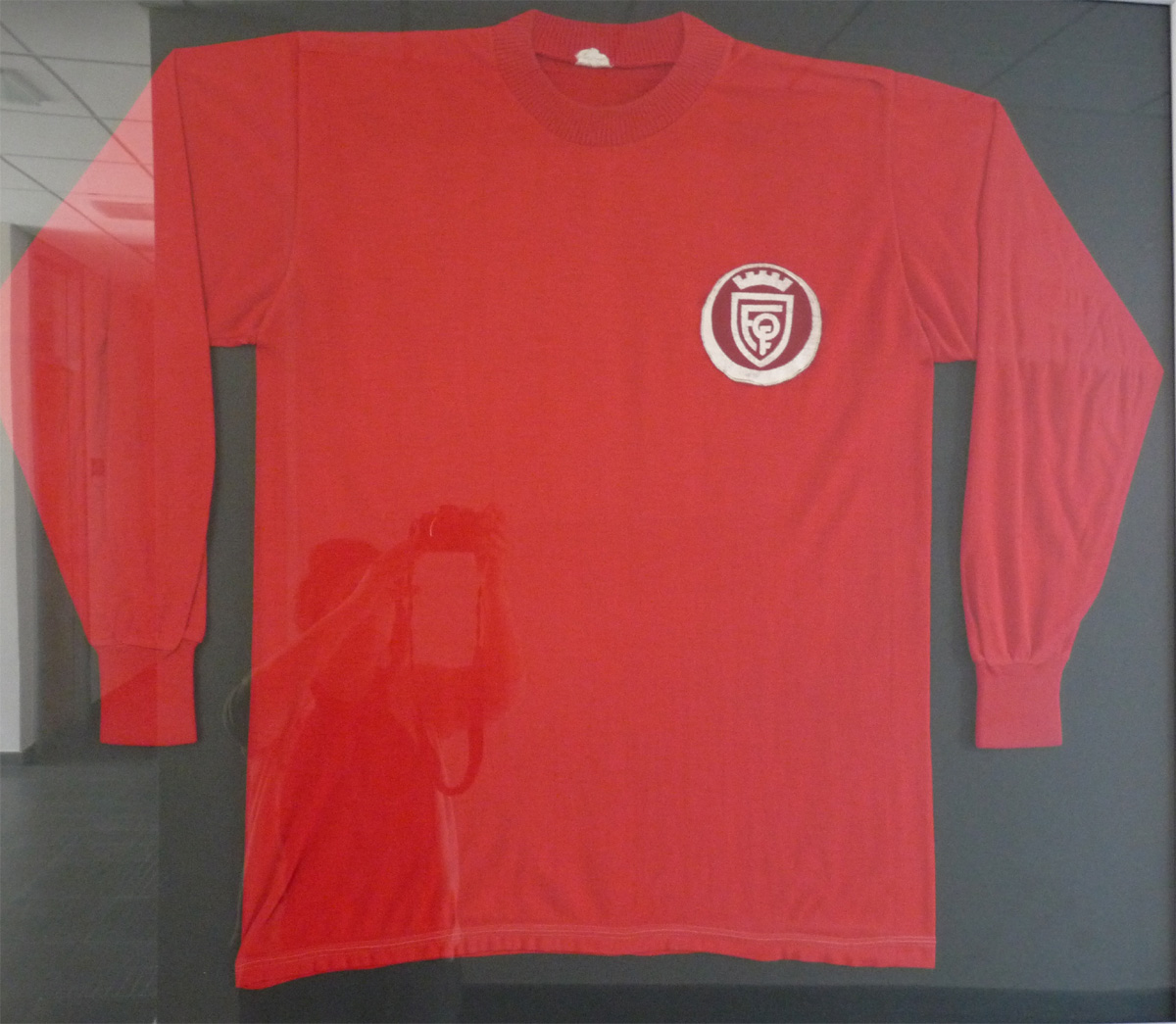
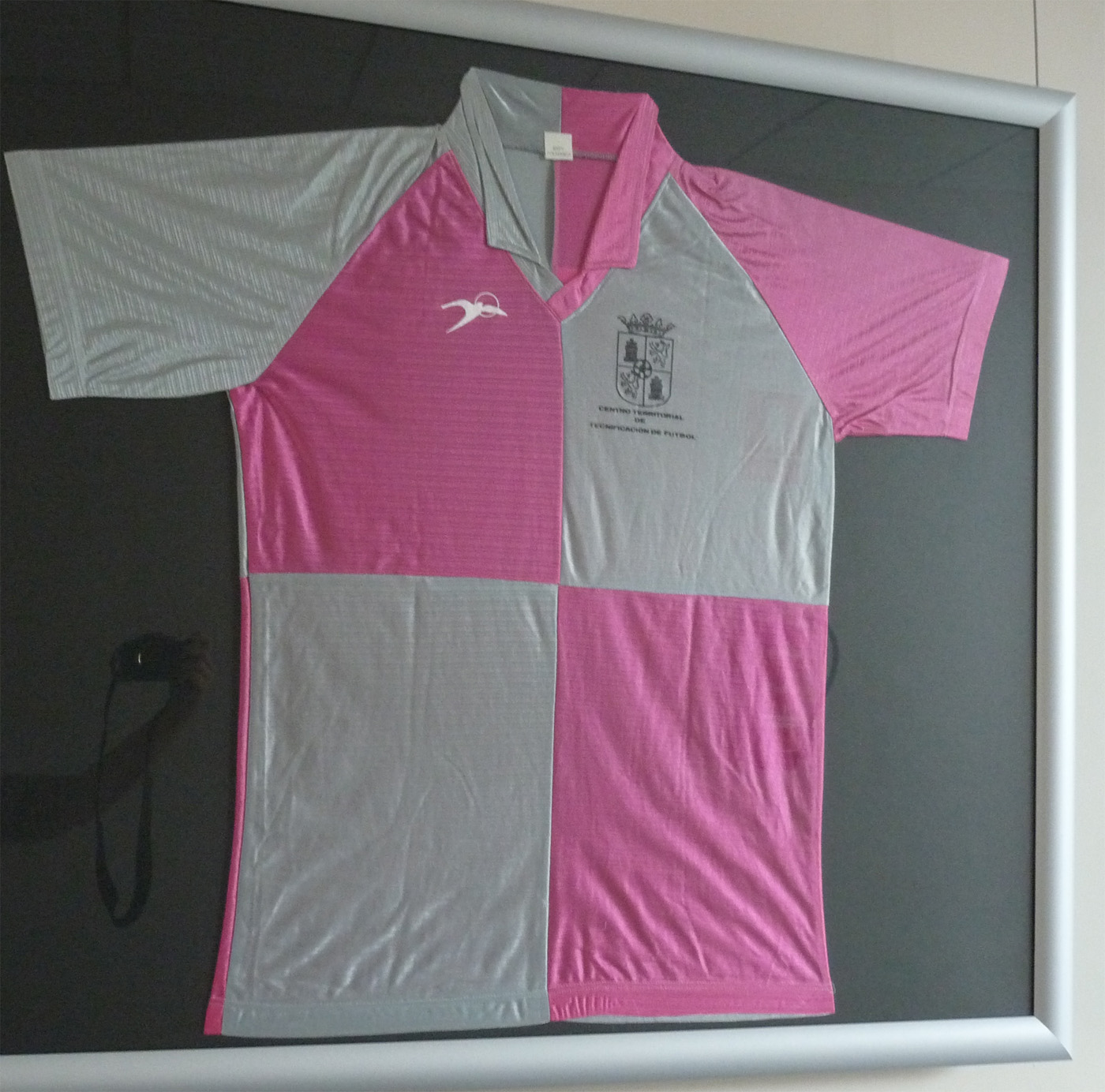
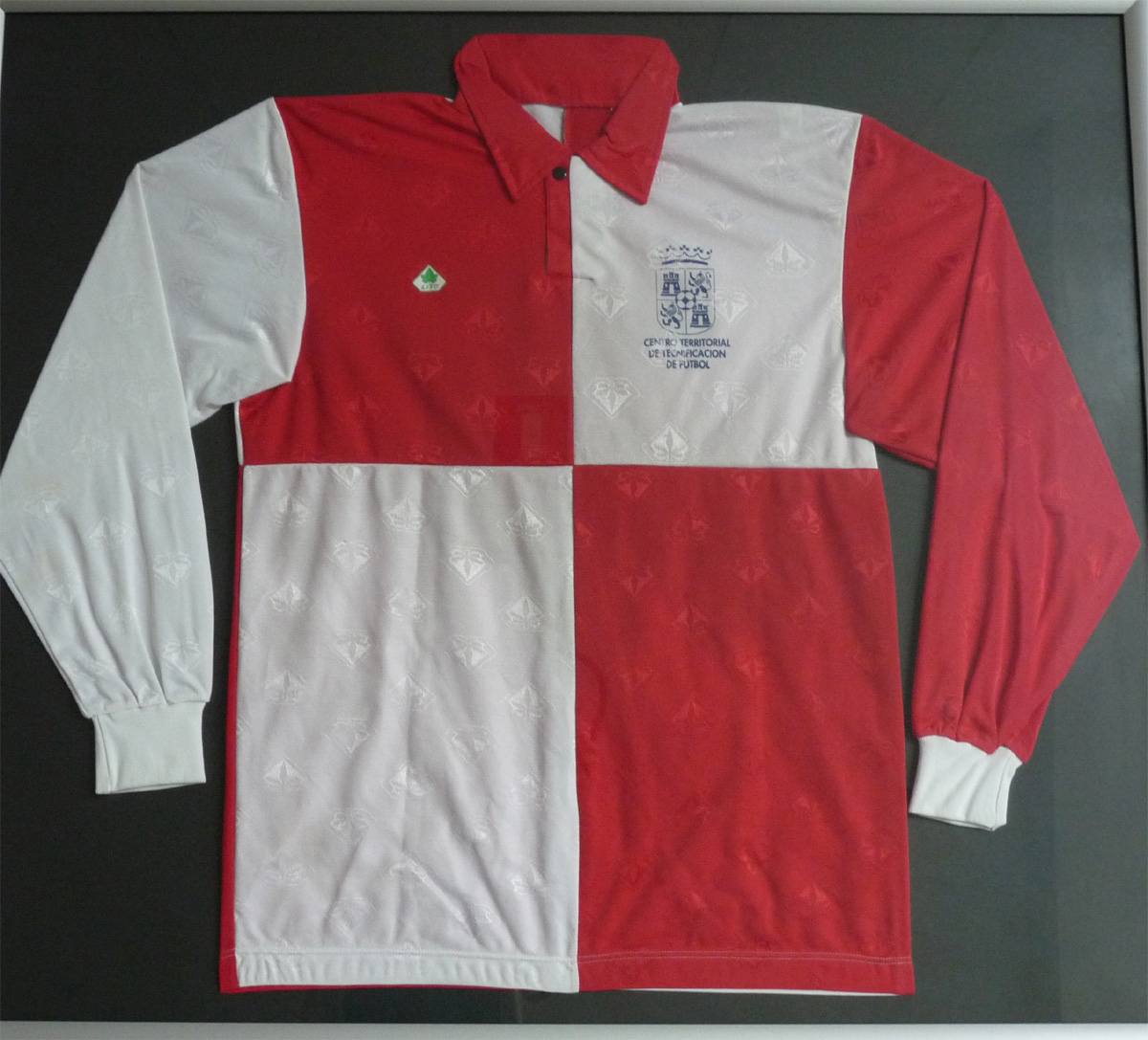
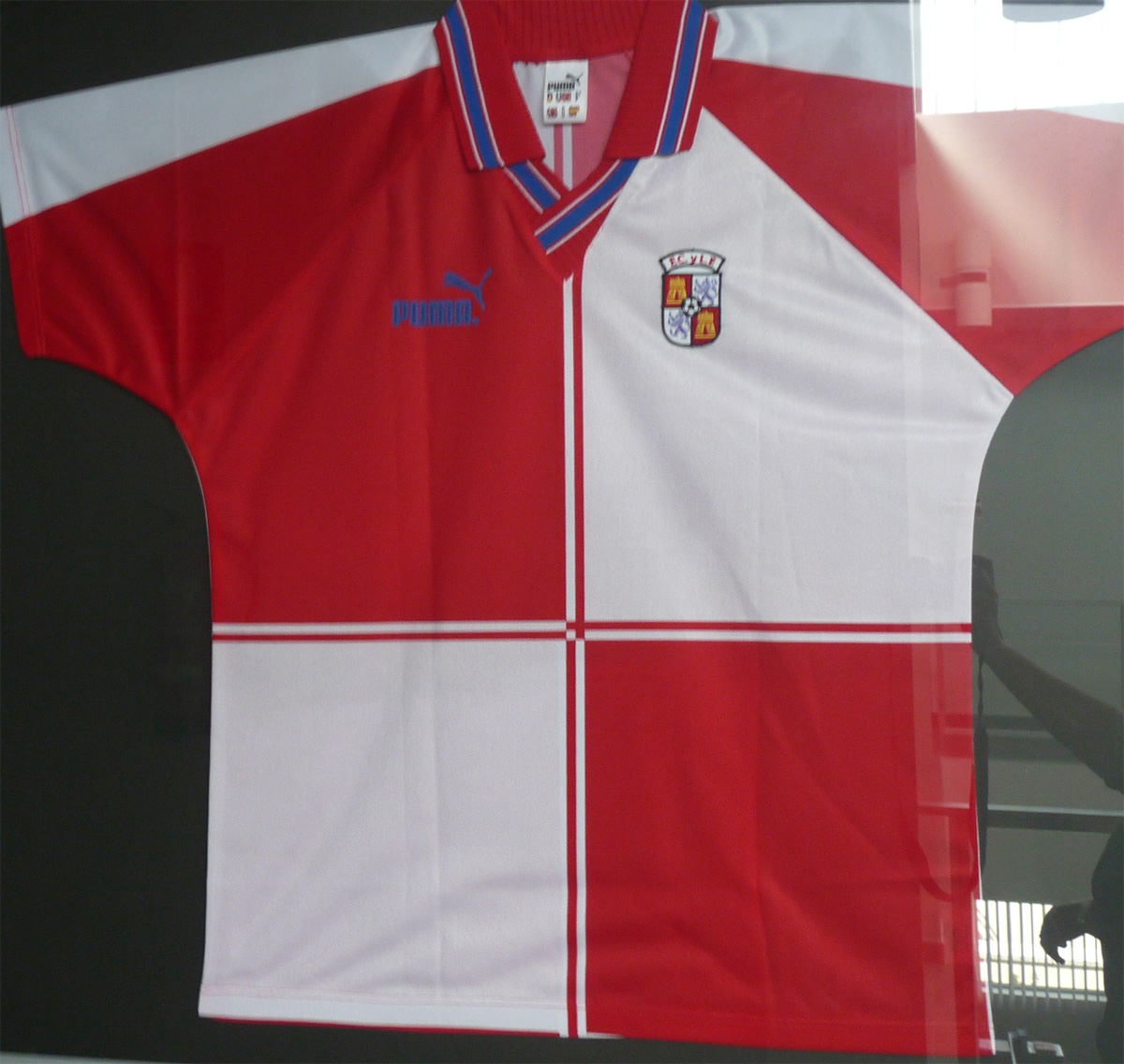
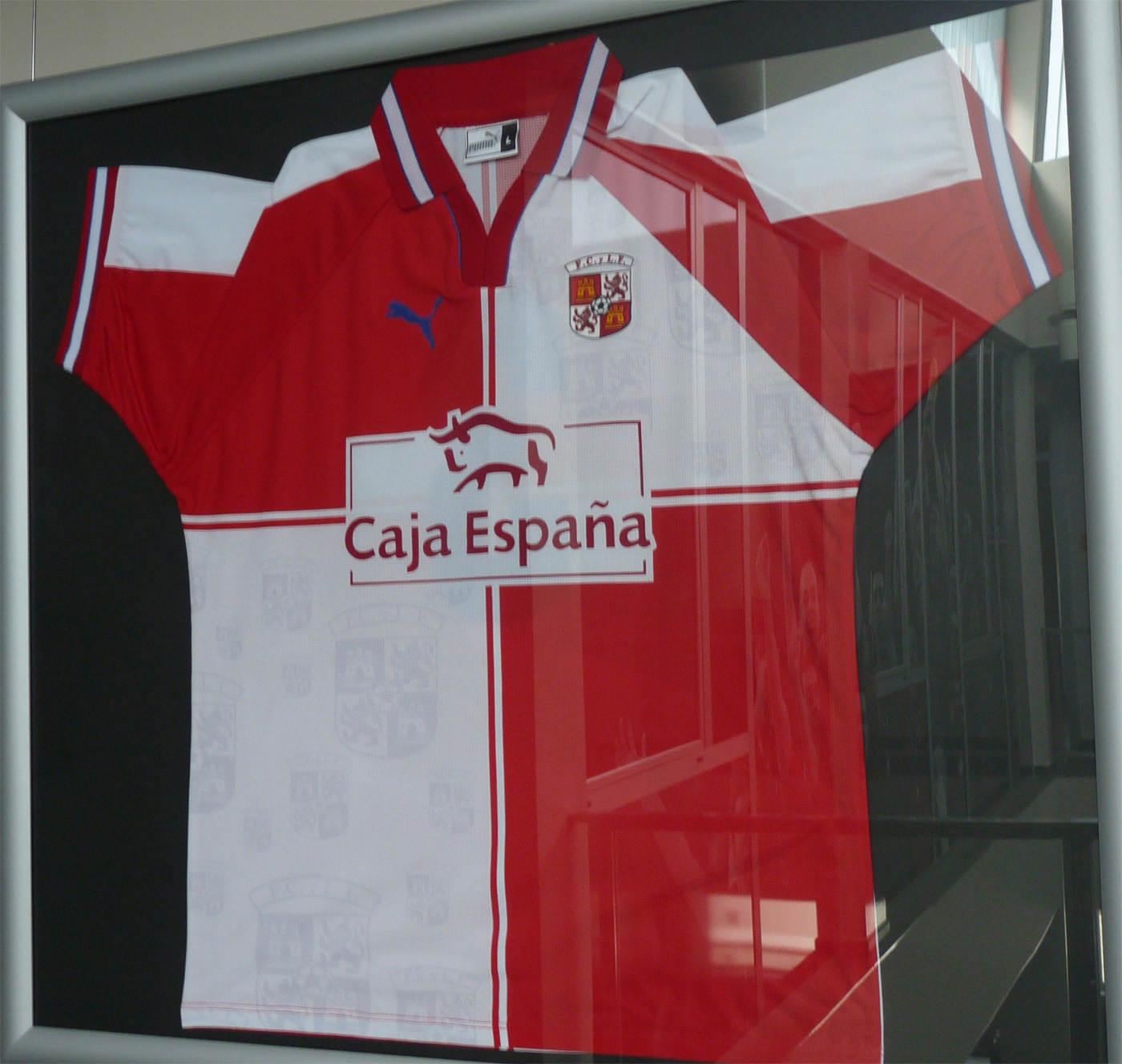
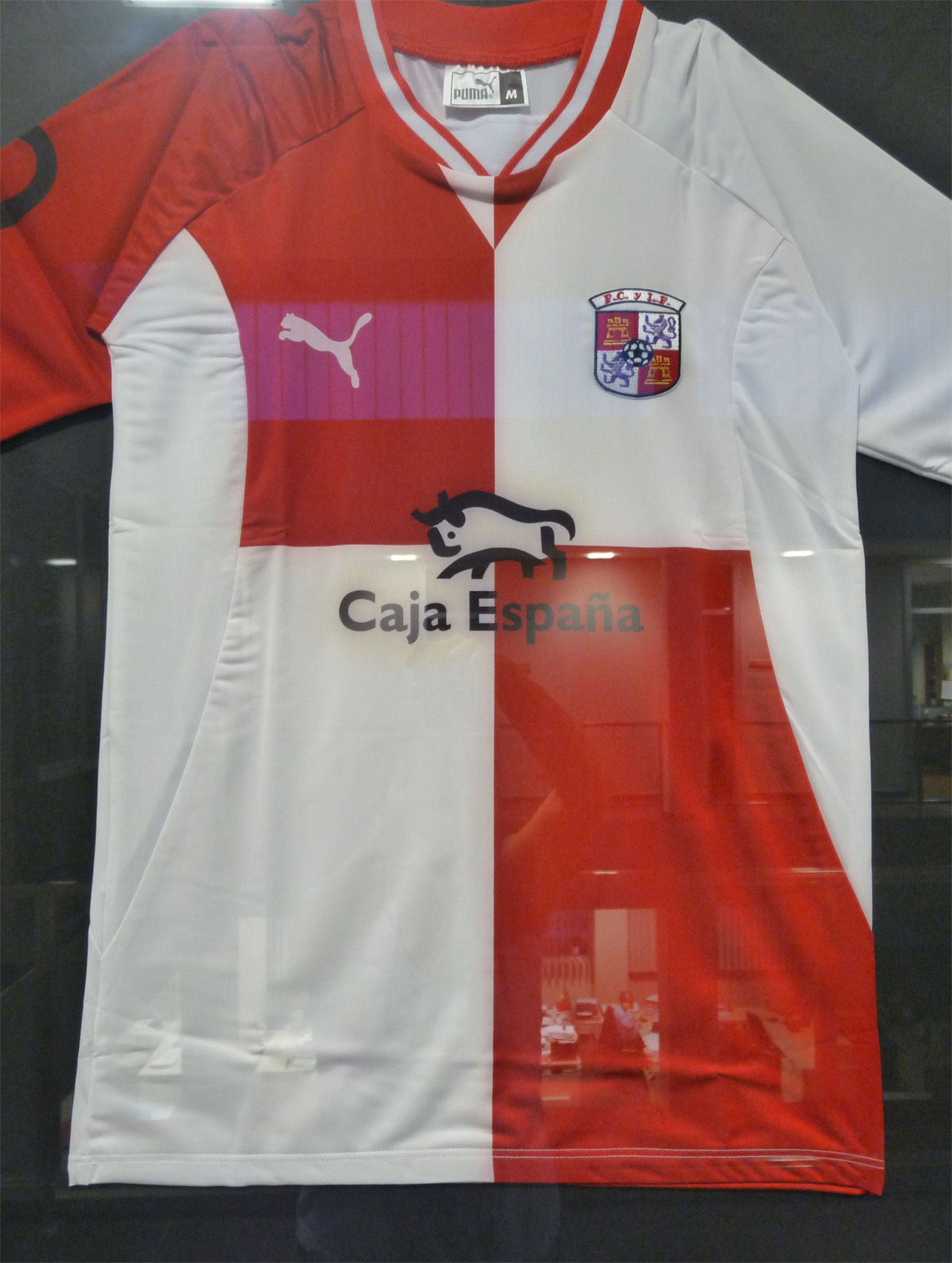
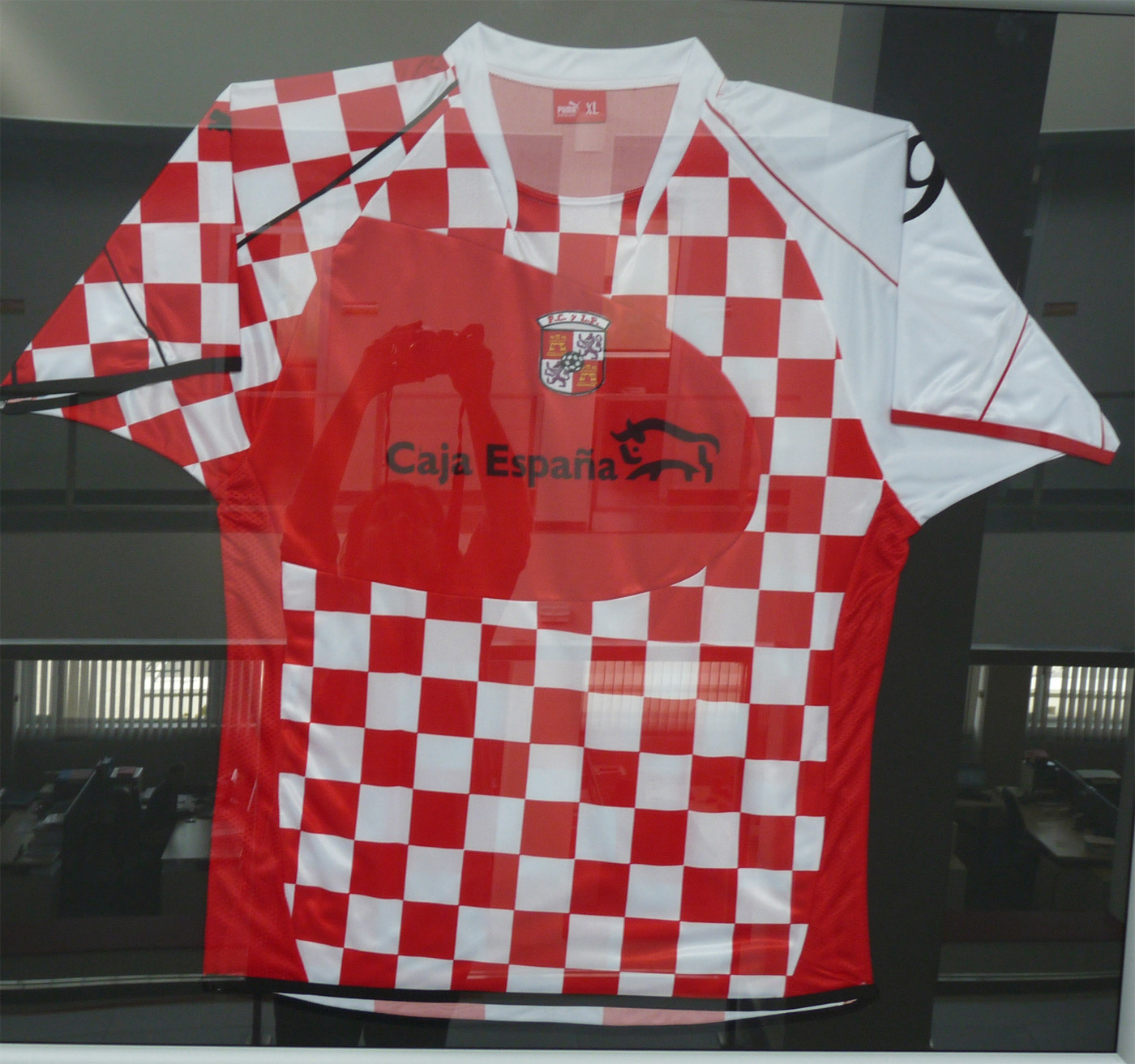